# Corbiculidae
Los corbicúlidos (Corbiculidae) son una familia de moluscos bivalvos. Las almejas de esta familia producen mucha descendencia en las aguas de alrededor; son ovovivíparos. La fertilización es interna. Corbicula fluminea es una especie invasora en muchas partes del mundo.

## Géneros
- Corbicula Megerle von Mühlfeld, 1811 (centro y sur de África y de Asia)
- Geloina (sur de Asia con Malasia)
- Cyrenodonax (sur de China, Vietnam)
- Cyrenobatissa (norte de Vietnam)
- Batissa (Malasia, Indonesia)
- Corbiculina (este de Australia)
- Solielletia (Etiopía)
- Polymesoda Rafinesque, 1820 (Golfo, costas atlánticas del norte de Sudamérica)
- Neocorbicula Fischer, 1887 (Golfo, costas atlánticas del norte de Sudamérica)
- Pseudocyrena (lado Caribe de Centroamérica)
- Egetaria (costas atlánticas de Sudamérica)
- Villorita (este de Sudamérica)

## Nombre científico
La familia fue nombrada por el género Corbicula.